# Toxicodryas pulverulenta
Espèce
Synonymes
- Dipsas pulverulenta Fischer, 1856

Toxicodryas pulverulenta  est une espèce de serpents de la famille des Colubridae.

## Répartition
Cette espèce se rencontre en Ouganda, en Angola, au Gabon, au Cameroun, en République centrafricaine, au Nigeria, au Bénin, au Togo, au Ghana, en Côte d'Ivoire, au Liberia, au Sierra Leone, en Guinée, en République démocratique du Congo et en République du Congo.

## Publication originale
- Fischer, 1856 : Neue Schlangen des Hamburgischen Naturhistorischen Museums. Abhandlungen aus dem Gebiete der Naturwissenschaften, vol. 3, n. 4, p. 79-116 (texte intégral).